# Rupt (Allaine)
Der Rupt ist ein kleiner Fluss im Osten von Frankreich, der im Département Doubs der Region Bourgogne-Franche-Comté westlich der Stadt Montbéliard verläuft.

## Geografie

### Verlauf
Der Rupt entspringt im nördlichen Gemeindegebiet von Le Vernoy, entwässert generell in südöstlicher Richtung und mündet nach rund 15 Kilometern im Gemeindegebiet von Bart als rechter Nebenfluss in die Allaine, die hier auch Allan genannt wird. Im Oberlauf quert der Rupt die Eisenbahnstrecke LGV Rhin-Rhône.

### Orte am Fluss
(Reihenfolge in Fließrichtung)
- Le Vernoy
- Aibre
- Semondans
- Échenans
- Raynans
- Issans
- Allondans
- Dung
- Bart